# Gnoma jugalis
Gnoma jugalis es una especie de escarabajo longicornio del género Gnoma, tribu Gnomini, orden Coleoptera. Fue descrita científicamente por Newman en 1842.

## Descripción
Mide 16-25 milímetros de longitud.

## Distribución
Se distribuye por Filipinas.